# Sm’Aesch Pfeffingen
Sm’Aesch Pfeffingen ist ein in Aesch und Pfeffingen beheimateter Frauen-Volleyballverein. Er wurde am 27. Januar 2000 durch den Zusammenschluss der Vereine VBC Aesch und VBC Pfeffingen gegründet wurde. Mit einem Frauenteam, das seit 2004/05 durchgehend in der höchsten Spielklasse in der Schweiz, der Nationalliga A spielt, ist der Volleyballclub Sm'Aesch Pfeffingen seit vielen Jahren das Volleyball-Aushängeschild einer ganzen Region. Zu den grössten Erfolgen zählen fünf Vize-Schweizermeistertitel, vier zweite Plätze im Schweizer Pokalwettbewerb sowie die Teilnahme an vier europäischen Club-Bewerben. Darüber hinaus sind Spielerinnen von Sm’Aesch Pfeffingen regelmäßig für die Schweizer Volleyball-Nationalmannschaft im Einsatz. Aufgrund der vielen 2. Plätze in Meisterschaft und Cup und des bisherigen Ausbleibens eines nationalen Titelgewinns (mit Ausnahme des Supercups 2020) wurde der Club auch schon als «ewiger Zweiter» bezeichnet.

## NLA-Team
Zum Kader der Saison 2023/24 gehörten folgende Spielerinnen:
| Name                 | Nr. | Nation             | Größe  | Geburtsdatum      | Position |
| -------------------- | --- | ------------------ | ------ | ----------------- | -------- |
| Lia Capraro          | 2   | Schweiz            | 1,77 m | 18. Oktober 2002  | A        |
| Madlaina Matter (C)  | 6   | Schweiz            | 1,84 m | 19. Oktober 1996  | MB       |
| Tabea Eichler        | 8   | Schweiz            | 1,87 m | 7. August 2003    | A        |
| Livia Saladin        | 12  | Schweiz            | 1,70 m | 21. November 2003 | L        |
| Ella Ammeter         | 13  | Schweiz            | 1,73 m | 12. Oktober 2002  | P        |
| Maria Zernovic       | 16  | Slowakei           | 1,75 m | 8. Januar 1993    | A        |
| Shana Haegele        | 7   | Schweiz            | 1,84 m | 5. September 2004 | D        |
| Mita Uiato           | 11  | Vereinigte Staaten | 1,74 m | 4. Februar 1992   | P        |
| Magdalena Kneubühler | 18  | Schweiz            | 1,90 m | 18. August 2004   | MB       |
| Hanna Hellvig        |     | Schweden           | 1,88 m | 3. Februar 2000   | A        |
| Cara McKenzie        |     | Vereinigte Staaten | 1,90 m | 19. März 1999     | MB       |
| Mathilde Engel       |     | Schweiz            | 1,66 m | 10. Januar 2002   | L        |

Positionen: A = Angriff, D = Diagonal, L = Libera, MB = Mittelblock, P = Pass
Cheftrainer ist seit 2022 Timo Lippuner. Assistenztrainer ist Alen Bektasevic. Für das Athletiktraining ist der Schweizer Alexander Stravs verantwortlich.

## Weitere Mannschaften
Mit 18 aktiven Teams ist Sm'Aesch Pfeffingen einer der grössten Volleyballvereine in der Region Basel. Das zweite Frauenteam mit vielen jungen Talenten spielt in der nationalen 1. Liga. Die weiteren sieben Frauenteams sind in verschiedenen regionalen Ligen im Einsatz. Im Jugendbereich ist der Verein sowohl im Breitensport als auch im Leistungssport aktiv. 2011 wurde die Nachwuchsakademie Sm'Aesch Pfeffingen gegründet, die das Ziel verfolgt, optimale Bedingungen für den Volleyball Leistungssport zu ermöglichen.